# Selenoproteïna P
La selenoproteïna P (SelP) és una selenoproteïna, una glicoproteïna extracel·lular que és abundant al plasma sanguini i unida a les cèl·lules endotelials. En humans el seu gen està codificat al cromosoma 5, consta de 381 aminoàcids i conté 10 residus de selenocisteïna, els quals es troben distribuïts en dos dominis. Va ser identificada el 1977.
El domini Nt és semblant a un domini enzimàtic, ja que la selenocisteïna es troba en un motiu redox UxxC, en canvi el domini Ct, és un mitjà de transport segur del seleni reactiu pel cos. El seu gen consta de cinc exons, dels quals la seqüència codificant és en el 2 i el 5. En l'exó 2 es troba el primer UGA i set residus de cisteïna i en el 5 hi ha 9 selenocisteïnes, 10 cisteïnes i dos SECIS.
S'ha vist que és una proteïna que s'uneix a heparina, ja que té dues regions riques en histidines que són candidates a ser lloc d'unió. És capaç d'unir-se a diferents metalls pesants com el mercuri. Es creu que la selenoproteïna P sols s'expressa en vertebrats. El fetge és la font del 75% de la secreció de selenoproteïna P al plasma, encara que tots els teixits poden expressar el seu mRNA. En els ronyons i el cor també trobem altes concentracions. S'ha vist que els testis i el cervell tenen receptors per selenoproteïna P i que up-regulen el seu mecanisme per obtenir seleni de la selP quan hi ha deficiència de seleni. S'han realitzat estudis que demostren que la presència de SelP en el cervell confereix una neuroprotecció per malalties com l'alzheimer, també és el cas que s'ha vist que una disminució de SelP en les cèl·lules prostàtiques produeix un augment de radicals lliures que promouran el desenvolupament del tumor.
També es va estudiar l'opció que la sobreproducció hepàtica de selenoproteïna P produís insulina resistència a nivell de fetge i muscular, d'aquesta manera pot aparèixer una diabetis tipus II. La falta de SelP des d'inicis produeix una degeneració del tronc cerebral i el tàlem i problemes en l'aprenentatge i alteració de la transmissió sinàptica basal i la plasticitat de la regió CA1 del hipocamp, produint manca de memòria a curt termini.